# Адильбеков, Даурен Зекенович
Даурен Зекенович Адильбеков (каз. Дәурен Зекенұлы Әділбеков; род. 14 мая 1956 года, Урджар, Семипалатинская область, Казахская ССР, СССР) — казахстанский экономист и государственный деятель. Аким города Кокшетау (с 18 мая по 7 октября 2004). Депутат сената парламента Казахстана от Акмолинской области (2017—2023).

## Биография
Окончил Новосибирский электротехнический институт в 1979 году по специальности инженер-электромеханик, Московская академия народного хозяйства в 1994 году по специальности менеджер высшей категории.
1974 год — слесарь-электрик совхоза «Бахтинский» Урджарского района Семипалатинской области.
1979—1989 годы — мастер, старший мастер, начальник цеха троллейбусного парка № 1, главный инженер, директор трамвайного депо города Алма-Аты.
1989—1992 годы — заместитель председателя исполкома Советского райсовета.
1992—1994 годы — первый заместитель главы Советской районной администрации города Алматы.
В 1994 году был избран депутатом Верховного Совета Республики Казахстан XIII созыва.
1995—1997 годы — первый заместитель генерального директора Казахстанского центра поддержки и развития предпринимательства.
1997 год — первый заместитель акима Кокшетауской области, начальник областного управления экономики Северо-Казахстанской области.
1997—1998 годы — заведующий сектором экспертно-аналитического отдела канцелярии премьер-министра Республики Казахстан.
1998—2004 годы — заместитель акима Акмолинской области.
Май — октябрь 2004 года — аким города Кокшетау.
2004—2005 годы — заместитель акима Акмолинской области.
2005—2006 годы — профессор кафедры экономики и менеджмента Кокшетауского института экономики и менеджмента.
2006—2008 годы — вице-президент АО «Темир жол жылу» АО «НК КТЖ».
2008 год — исполняющий обязанности начальника Есильского департамента экологии Министерства охраны окружающей среды Республики Казахстан.
Октябрь 2008 года — февраль 2017 года — заместитель акима Акмолинской области.
Февраль 2017 года — июнь 2017 года — первый заместитель акима Акмолинской области.
Июнь 2017 года — январь 2023 года — депутат сената парламента Казахстана от Акмолинской области.

## Награды
- Орден «Парасат» (2 декабря 2021 года)[3][4];
- Орден «Курмет»;
- Медаль «За укрепление парламентского сотрудничества» (27 ноября 2020 года, Межпарламентская ассамблея СНГ) — за особый вклад в развитие парламентаризма, укрепление демократии, обеспечение прав и свобод граждан в государствах — участниках Содружества Независимых Государств[5];
- Почётная грамота Совета Межпарламентской Ассамблеи государств — участников Содружества Независимых Государств (21 ноября 2019, Межпарламентская ассамблея СНГ) — за активное участие в деятельности Межпарламентской Ассамблеи и её органов, вклад в укрепление дружбы между народами государств — участников Содружества Независимых Государств.[6][7].